# 앨런 스노디
앨런 고든 스노디(Alan Gordon Snoddy MBE, 1955년 3월 29일 ~ )는 은퇴한 북아일랜드 축구 심판이다. 벨파스트 출신으로, FIFA 월드컵에서 경기를 두 차례 지휘한 것으로 알려져 있다. 1986년과 1990년 각각 한 차례씩 월드컵에서 경기의 심판을 담당했다. 1986년 월드컵에서는 스노디가 과달라하라의 모로코와 포르투갈 경기를 지휘했는데, 해당 경기는 모로코가 3-1로 이겼다. 1990년 월드컵에서는 산 시로의 콜롬비아와 서독 경기를 지휘했는데, 이 경기는 1-1로 끝났다.
스노디는 북아일랜드 축구 협회의 심판 발전 담당관으로 2014년까지 근무했었다. 지금도 북아일랜드 축구 협회와 유럽 축구 연맹(UEFA)의 심판 감독으로 일하고 있다. 또한 UEFA 심판 협약 패널의 구성원으로 활동하며, 다양한 국가들이 심판 체계를 발전시키는 데 도움을 주는 데 널리 활용되고 있다.
그는 유망한 젊은 심판들을 지도하는 UEFA 심판 훈련센터의 수석 코스 리더로 활동하고 있다.
그 외에도, 그는 정기적으로 기술 세미나를 진행하는 FIFA 심판 기술 강사로 활동하고 있다.
그는 사이프러스 축구협회 심판위원회의 회장으로 2.5년간 근무한 경력이 있으며, 2020년 2월까지 라트비아 축구협회의 심판 컨설턴트로 16개월을 근무했다.
그는 심판 활동, 관찰/평가, 지도, 멘토링 및 각종 경기관리자들의 코칭 등 다양한 경험을 보유하고 있으며, 세미나 및 발전 프로젝트에 대한 수요가 매우 높다.
스노디는 2020년 생일, 훈장에서 축구 협회에 대한 공로를 인정받아 영국 제국 훈장(MBE) 회원으로 선정되었다.

## 개인의 삶
스노디는 예술사학자인 테오 스노디와 그의 부인 안나(베티)의 네 아들 중 한 명이다. 1976년 7월 3일에 일레인과 결혼했으며, 필립, 그레이엄, 빅토리아라는 세 명의 자녀를 두고 있다.
그의 남동생 스티븐은 맨체스터 & 디스트릭트 럭비 유니온 심판으로 럭비 유니언에서 활동하고 있다.